# Epinephelus spilotoceps
Epinephelus spilotoceps, tên thường gọi là Foursaddle grouper, là một loài cá biển thuộc chi Epinephelus trong họ Cá mú. Loài này được mô tả lần đầu tiên vào năm 1953.

## Phân bố và môi trường sống
E. spilotoceps có phạm vi phân bố rộng khắp Ấn Độ Dương và Tây Thái Bình Dương. Loài này được tìm thấy dọc theo bờ biển Đông Phi, từ Kenya đến Mozambique, bao gồm Madagascar và tất các hòn đảo, quần đảo nằm trong Ấn Độ Dương; băng qua phía đông đến hầu hết quần đảo Mã Lai (trừ vùng biển giữa đảo Sumatra và Borneo, cũng như phía bắc Philippines); phía nam đến vùng biển Tây Bắc Úc; phía đông trải rộng khắp các đảo thuộc 3 tiểu vùng: Melanesia, Micronesia, Polynesia. Cũng được ghi nhận ở quần đảo Trường Sa. Cá trưởng thành sống xung quanh các rạn san hô và các bãi đá ngầm ở độ sâu khoảng 30 m trở lại; cá con sống ở vùng nước nông hơn.

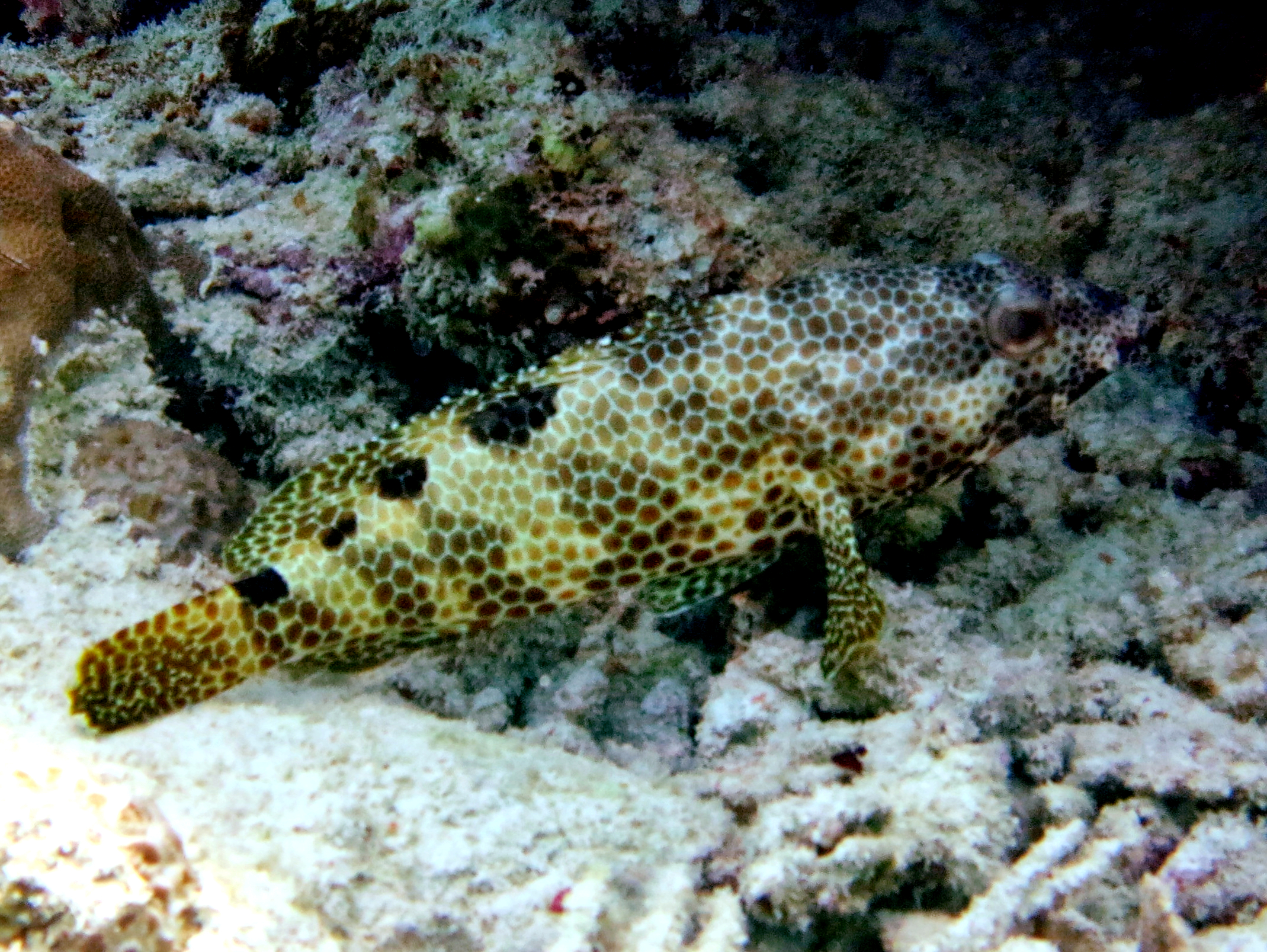
E. spilotoceps

## Mô tả
E. spilotoceps trưởng thành có chiều dài cơ thể lớn nhất được ghi nhận là 35 cm. Thân thuôn dài, hình bầu dục. Cơ thể cá trưởng thành có màu trắng ngà với các đốm màu nâu sẫm và đỏ nâu phủ khắp đầu và thân, được xếp theo mô hình tổ ong. Có 4 đốm đen lớn dọc theo lưng. Vây có các đốm đen. Đuôi bo tròn.
Số gai ở vây lưng: 11; Số tia vây mềm ở vây lưng: 14 - 16; Số gai ở vây hậu môn: 3; Số tia vây mềm ở vây hậu môn: 8; Số tia vây mềm ở vây ngực: 18 - 19; Số vảy đường bên: 60 - 69.
Thức ăn của E. spilotoceps là các loài cá nhỏ hơn, động vật thân mềm và động vật giáp xác. Chúng được đánh bắt trong nghề cá thương mại, nhưng giá trị không cao.